# فلوریان کرافت
فلوریان کرافت (انگلیسی: Florian Kraft؛ زادهٔ ۴ اوت ۱۹۹۸) بازیکن فوتبال اهل آلمان است.
از باشگاه‌هایی که در آن بازی کرده‌است می‌توان به باشگاه فوتبال بوخوم اشاره نمود.
وی همچنین در تیم ملی فوتبال جوانان آلمان بازی کرده‌است.